# Six pans creux
Pour les articles homonymes, voir Creux.
Le six pans creux est un type d'entraînement.
Les six pans creux sont utilisés en particulier pour les vis, avec :
- une empreinte six pans creux (pour la tête de vis), et
- une clé six pans creux.

## Six pans creux (métrique)
| Surplat ({\displaystyle s}) | e | z |
| --------------------------- | - | - |
| 0,9                         |   |   |
| 1,3                         |   |   |
| 1,5                         |   |   |
| 2                           |   |   |
| 2,5                         |   |   |
| 3                           |   |   |
| 4                           |   |   |
| 5                           |   |   |
| 6                           |   |   |
| 8                           |   |   |
| 10                          |   |   |
| 12                          |   |   |
| 14                          |   |   |
| 17                          |   |   |
| 19                          |   |   |